# Temnostethus gracilis
Temnostethus gracilis is een wants uit de familie van de bloemwantsen (Anthocoridae). De soort werd het eerst wetenschappelijk beschreven door Géza Horváth in 1907.

## Uiterlijk
De bloemwants kan als kortvleugelige (brachypteer) vorm gevonden worden en kan dan 2 tot 2.5 mm lang worden. Er zijn ook langvleugelige (macropteer) varianten van deze soort en die kunnen een lengte van ongeveer 3 mm bereiken. De kop en het halsschild zijn zwart gekleurd, de voorvleugels zijn zwartbruin en bedekt met kleine korte haartjes. Het middenste deel van de voorvleugels is wit, net als het doorzichtige vliezige deel van de voorvleugels. Bij de kortvleugelige vorm zijn de vleugels zeer kort en is een groot deel van het zwarte achterlijf zichtbaar. Van de pootjes zijn de dijen bruinzwart en de schenen en tarsi lichtbruin. Van de zwartbruine antennes is het tweede segment aan het begin lichtbruin.

## Leefwijze
Er is één generatie in het jaar en de wants overwintert als volwassen wants. De volwassen wantsen verschijnen in juni en de volgroeide dieren kunnen van juni tot oktober gevonden worden op de schors van stammen van loofbomen, die begroeid zijn met mossen en korstmossen. Ze jagen daar op mijten en kleine insecten zoals bladvlooien en bladluizen.

## Leefgebied
De wants is in Nederland niet zeldzaam en komt verder voor in Europa, Azië en Canada.